# Husky Baseballstadion
A Husky Baseballstadion a Washington Huskies baseballcsapatának sportlétesítménye a Washington állambeli Seattle-ben.
Az 1998-ban megnyílt létesítményben a Huskies először az év február 27-én lépett pályára a Gonzaga Bulldogs ellen. A lelátók 2014 márciusára készültek el.

## Története

### Chaffey Baseballpálya
A létesítmény a 2009. május 9-ei névadó ceremónián felvette Herb Chaffey öregdiák nevét. Az igazgatótanács az év júliusában jóváhagyta a névmódosítást, azonban kiderült, hogy az átnevezési szándék csak a pályára, és nem a teljes létesítményre vonatkozik. A 2011 januárjában elfogadott módosítástól a játékfelület Herb Chaffey nevét viseli.

### Bővítés
A 2200 férőhelyes fedett lelátót magában foglaló, húsz millió dolláros projekt megvalósítása 2011 júliusának végén kezdődött. A sajtópáholyt és öltözőket is magában foglaló építmény tervezője az SRG Partnership, kivitelezője pedig a Bayley Construction volt. A projektet két szakaszban (2012 márciusában és 2014 márciusában) adták át.

## Korábban használt létesítmények
Az egykori baseballpálya a Hec Edmundson Aréna északi oldalával szemközt, a mai teniszpályák helyén volt.
A csapat az 1960-as évektől 1997-ig a campus északkeleti részén található, gyepborítású Graves Sportpályát, annak 1973-as felújítása során pedig a Dél-Seattle-ben található Sick Stadiont használta.

## Fordítás
- Ez a szócikk részben vagy egészben  a   Husky Ballpark című angol Wikipédia-szócikk ezen változatának fordításán alapul.  Az eredeti cikk szerkesztőit annak laptörténete sorolja fel. Ez a jelzés csupán a megfogalmazás eredetét és a szerzői jogokat jelzi, nem szolgál a cikkben szereplő információk forrásmegjelöléseként.